# Copa Ciudad de Santiago
La Copa Ciudad de Santiago fue un torneo amistoso de fútbol, con sede en Santiago de Chile y disputado en cinco ocasiones entre 1980 y 2000. Aunque frecuentemente competían equipos chilenos y extranjeros, la última edición se jugó sólo entre clubes chilenos.

## Sistema de competición
En todas las citas han participado cuatro equipos, pero no siempre se han enfrentado bajo un mismo formato. Las ediciones de 1980 y 1993 se jugaron por eliminación directa, mientras que el campeón de 1996 se determinó con una liguilla a doble vuelta. Para el torneo de 1999 se utilizó un sistema híbrido, con una round-robin tras la cual pasaban a la final los dos primeros clasificados. En el 2000 se volvió al sistema de todos contra todos, pero esta vez con una sola vuelta.

## Palmarés

### Campeones
| N.º | Año  | Campeón              | Subcampeón           |
| --- | ---- | -------------------- | -------------------- |
| I   | 1980 | Huracán              | Atlanta              |
| II  | 1993 | São Paulo            | Universidad Católica |
| III | 1996 | Universidad Católica | Defensor Sporting    |
| IV  | 1999 | FC Colonia           | FC Lausanne-Sport    |
| V   | 2000 | Colo Colo            | Universidad Católica |

### Títulos por equipo
| Club                 | Campeón | Subcampeón |
| -------------------- | ------- | ---------- |
| Huracán              | 1       | 0          |
| São Paulo            | 1       | 0          |
| Universidad Católica | 1       | 2          |
| FC Colonia           | 1       | 0          |
| Colo-Colo            | 1       | 0          |
| Atlanta              | 0       | 1          |
| Defensor Sporting    | 0       | 1          |
| FC Lausanne-Sport    | 0       | 1          |

### Títulos por país
| Club      | Campeón | Subcampeón |
| --------- | ------- | ---------- |
| Chile     | 2       | 2          |
| Argentina | 1       | 1          |
| Brasil    | 1       | 0          |
| Alemania  | 1       | 0          |
| Uruguay   | 0       | 1          |
| Suiza     | 0       | 1          |